# Амадис Гальский
«Амади́с Га́льский» (исп. Amadís de Gaula, то есть «Амадис из Уэльса») — средневековый рыцарский роман об Амадисе, созданный Гарси Родригесом де Монтальво. Этот роман не имеет корней в испанской культуре, его герой является плодом вымысла и фантазии. Первоначальный текст был написан на португальском языке в XIII—XIV веках, когда изначальное эпическое начало героического романа стало вытесняться аллегорическими и воспитательными элементами, а идеи рыцарства потеряли свою актуальность и значение. В конце XV века произведение было переведено на испанский и подверглось переработке Гарси Родригеса де Монтальво. В романе заметно влияние более ранних героических циклов, однако автор «Амадиса» придал героическому роману новое направление, выразившееся впоследствии в романах-подражаниях менее талантливых последователей в неуместных преувеличениях и неестественности, которые клеймил знаменитый Сервантес. Первое известное печатное издание романа было опубликовано в Сарагосе в 1508 году, в четырёх книгах на испанском языке.
Монтальво написал и продолжение «Амадиса» — роман «Деяния Эспландиана», опубликованный не позже 1510 года.

## Сюжет романа
Амадис — плод добрачной любовной связи короля Периона Гальского и принцессы Элисены, дочери короля Малой Британии. Связь нужно скрыть, и новорожденного помещают в ковчежец и бросают в реку. Река впадает в море, и в море младенца подбирает шотландский рыцарь, при дворе шотландского короля найденыш воспитывается под именем «Дитяти Моря» (Doncel del Mar), там же встречает свою первую и единственную любовь — Ориану, дочь английского короля Лизуарте, оттуда же отправляется в свой первый рыцарский выезд. Родителей и имя герой обретает очень быстро — уже в десятой главе первой книги, но мотив потаенности рождения вернется с историей его сына Эспландиана, который тоже будет зачат и рожден вне брака, потерян сразу после своего явления на свет и воспитан в неведении своего истинного происхождения. Урганда Неведомая, опекающая своим магическим искусством главного героя и размечающая его судьбу вехами туманных, но безошибочных пророчеств, исполняет роль Мерлина. Роль феи Морганы берет на себя чернокнижник Аркалаус, постоянный антагонист всех светлых героев «Амадиса». Значительную роль в романе играет также Галаор — галантный брат главного героя, подобно Амадису совершающий подвиги в различных странах.
В одном из эпизодов показано, как Амадис Гальский овладел скалистым островом под названием Бедная Стремнина и вернул его законой владелице принцессе Бриолане. Ориана, поверив ложным известиям об измене Амадиса, отлучает его от своего лица. Выполняя её приказ, Амадис отрекается от своего имени и, назвавшись Бельтене́бросом («Сумрачным Красавцем»; отсюда французскoe beau ténébreux), удаляется на Бедную Стремнину, где безысходным отчаянием и суровым постом торопит вожделенную смерть (в подражание именно этому эпизоду Дон Кихот наложил на себя покаяние в Сьерра-Морене). Раскаявшись, Ориана снимает с возлюбленного отлучение. Клеветники сеют в короле Лизуарте недоверие к Амадису, Амадис с родичами и друзьями отъезжает на Остров Стойкий, а король объявляет ему войну. В этой войне Амадис, не способный перешагнуть через узы личной преданности королю, не принимает участия, сражаются его друзья (и терпят поражение), а сам он томится в вынужденной праздности (приговоренный к ней приказом Орианы). Амадис вместе с отцом и единокровным братом Флорестаном, все трое инкогнито, принимает участие в битве короля Лизуарте с войском семи королей, решая её исход в пользу своего нынешнего врага. Под именем Рыцаря Зелёного Меча Амадис странствует по Германии, оказывает важную услугу богемскому королю и с почетом принят в Константинополе после того, как одолел чудовище, в которое вселился дьявол. Под именем Греческого Рыцаря возвращается в Англию и в турнирном бою посрамляет римлян, прибывших сватать для своего императора Ориану. Вернувшись к своему настоящему имени, Амадис перехватывает в море римские корабли, увозящие Ориану, помещает её на Острове Стойком, собирает подкрепления и разбивает войско короля Лизуарте. Отшельник Насиан, воспитатель Эспландиана, умиротворяет враждующие стороны, открывая королю глаза на любовь Амадиса и Орианы, не оставшуюся бесплодной.
В результате примирения Амадис женится на прекрасной шотландской принцессе и заканчивает свои дни королём Великобритании.
Повествование в романе ведется на высокой романтической ноте. То, что действие его приурочено ко временам «до воцарения короля Артура», совершенно освобождает автора от необходимости прибегать к какой-либо исторической, географической, социальной или бытовой конкретизации. Но у него все-таки есть определённая цель: нарисовать идеальный образ рыцаря, главными достоинствами которого являются безупречная доблесть и нравственная чистота. Понятно, что такой идеальный герой, невосприимчивый ко злу, лишенный корыстных побуждений, мог существовать лишь в совершенно условном мире, населенном сказочными персонажами.

## Генезис
Прямые и косвенные свидетельства о существовании этого романа восходят к XIV веку. Именно к этому времени, если не к концу XIII века, следует отнести создание его первоначального варианта.
В 1508 году в Сарагосе вышли в свет четыре книги «Амадиса Гальского», «исправленные и улучшенные славным и доблестным рыцарем Гарси Родригесом де Монтальво, рехидором в Медина-дель-Кампо». Славный рыцарь, обновивший «дурной стиль старинных рукописей», именовался в дальнейшем Гарси Ордоньесом де Монтальво и даже Гарси Гутьересом, так что имя его нам в точности не известно. Взятие Гранады (1492) он застал, видимо, уже в зрелых летах; и почти вся его работа по «исправлению и улучшению» старинной книги проводилась, как явствует из мизерных исторических аллюзий «Амадиса», до этой даты.
Монтальво утверждает, что имел в руках не только древнейшую версию, но и текст, исправленный по воле Альфонса IV, короля Португалии. До нас от этих ранних стадий дошли незначительные фрагменты в рукописи первой четверти XV века, обнаруженные и опубликованные в 1956 году.
Сличение фрагментов с текстом Монтальво показывает, что последний сократил роман более чем на треть — обычная процедура для авторов XV в. Многие персонажи, считавшиеся его собственным изобретением (например, Эспландиан), фигурируют уже в первоначальном тексте. В языке нет никаких следов гипотетического португальского происхождения «Амадиса».
Что касается личного вклада Монтальво в средневековый роман, общепринятая точка зрения сводится к следующему. Первые две книги ближе всего стоят к древнейшему прототипу, являясь его несколько сокращенным, но в целом верным пересказом. Третья книга, а также четвёртая, которую Монтальво относит целиком на свой авторский счет, опираются на реформированный текст древнего «Амадиса», значительно его сокращая и внося существенные сюжетные перестановки (согласно одной гипотезе, «Амадис» до вмешательства Монтальво заканчивался поединком заглавного героя и Эспландиана, не узнающих друг друга, и смертью отца от руки сына).
«Амадис», каким мы его знаем, хранит многочисленные следы былой укорененности в классической эпохе средневекового романа. Действие в основном придерживается географии бретонского цикла: его идеальный центр — двор английского короля (далекого предшественника короля Артура в фантастической хронологии «Амадиса»). Галия, откуда идет род героя,— это Уэльс (хотя временами в ней проступают черты приморской Франции).

## Продолжения
Продолжения с их авторами и именами их главных персонажей:
- Книга V: 1510 (Гарси Родригес де Монтальво): Эспландиа́н
- Книга VI: 1510 (Паес де Рибера): дон Флорисандо
- Книга VII: 1514 (Фелисиано де Сильва): Лизуарте Греческий
- Книга VIII: 1526 (Хуан Диас) — Амадис Гальский
- Книга IX: 1530 (Фелисиано де Сильва): Амадис Греческий
- Книга X: 1532 (Фелисиано де Сильва): Флорисель де Нигуе
- Книга XI: 1535 и 1551 (Фелисиано де Сильва): Родхель Греческий
- Книга XII: 1546 (Педро де Лухан): Сильвес Пустыннородный

Итальянские Продолжение:
Книги XIII—XVIII: (Мамбрино Розео де Фабриано): ?
Немецкие Продолжения:
Книги XIX—XXI: 1594 — 15955
- Монтальво добавил в 1510 году пятую книгу «Деяния Эспландиана, сына Амадиса Гальского».
- В том же году Пазе де Ривера посвятил шестой том судьбе дона Флорисандо, племянника Амадиса.
- В 1514 году Фелисиано де Сильва прибавил ещё одно звено к родословию героя, и на сцену вышел внук Амадиса Лизуарте Греческий (седьмая книга).
- В восьмой книге (1526) Хуан Диас похоронил Амадиса и отправил брата его, Галаора, искупать грехи монастырским покаянием.
- Встреченная единодушным читательским протестом, восьмая книга была опровергнута девятой, издав которую в 1530 году под названием «Амадис Греческий» (сын Лизуарте и правнук Амадиса Гальского), Фелисиано де Сильва воскресил Амадиса, а Галаора заставил сбросить рясу. Восьмая книга никогда не переиздавалась и нигде не переводилась.
- Десятая (1532) и одиннадцатая (1535—1551) книги принадлежат неутомимому перу де Сильвы и рассказывают о приключениях сына Амадиса Греческого, дона Флориселя, и его внука, Рохеля Греческого.
- Анонимная двенадцатая книга, изданная в 1546 году и посвященная другому сыну Амадиса Греческого, Сильвесу Пустыннородному, закрывает цикл Амадиса в Испании.
- После того, как в Италии был переведен весь цикл, за исключением восьмой книги, Мамбрино Розео да Фабриано выпустил с 1558 по 1565 г. ещё шесть книг, доведя общее их число до восемнадцати. Он же сделал обширные добавления к книгам четвёртой, пятой, седьмой, десятой, одиннадцатой и двенадцатой — будучи переведены на французский, они вошли в зачет серии, вытеснив из неё шестую и восьмую испанские книги.
- Три книги, добавленные немецкими авторами в 1594—1595 годах, передвинули действие из Европы и Азии в Новый Свет.
- В полном объёме роман насчитывает двадцать четыре книги и в таком виде существует в немецкой и французской версиях.

Португалец Жиль Висенти и испанец Андрес Рей де Артьеда написали на темы «Амадиса» две испанские комедии. Огюст Крёзе де Лессер и Уильям Стюарт Роуз создали на его основе эпические стихотворные поэмы («Amadis de Gaul e, poê me faisant suite aux chevaliers de la table-ronde» (Париж, 1813); «Amadis de Gaul, a poem in three books» (Лондон, 1803). Зато «Новейший Амадис» («Neuer Amadis») Виланда не имеет с оригинальными романами об Амадисе ничего общего кроме заглавия и разнообразия испытываемых героем приключений.

## Популярность
В Испании «Амадис» переиздавался в течение XVI века 30 раз. Роман был переведен на французский в 1540 году, на иврит — в 1541 году, на итальянский — в 1546 году, на немецкий — в 1569 году, на английский — в 1589 году. Были переводы и на другие языки.
Монтень отнес «Амадиса» в разряд «дрянных книжонок» (Опыты, 1, XXVI). Калифорния названа в честь острова амазонок, о котором идет речь в «Деяниях Эспландиана». Император Священной Римской империи и король Испании (1516—1556) Карл V был усердным читателем «Амадиса». Его политический противник французский король Франциск I, очутившись в испанском плену, заразился страстью своего августейшего врага и тюремщика, и, по возвращении на родину, изъявил монаршую волю видеть «Амадиса» во французском переводе. Мотивы «Амадиса» явственно ощущаются в оформлении торжественных королевских выездов и придворных увеселений: вступление Екатерины Медичи в Лион в 1548 году, празднество в Фонтенбло в 1564 году, церемонии бракосочетания особ королевской крови, дуэли и турниры. Мода на «Амадиса» во Франции не убывает в течение почти четырёх царствований. Его по праву называли «молитвенником двора Генриха II».

## Издания на русском языке
- Гарси Ордоньес де Монтальво. Очень храбрый и непобедимый рыцарь Амадис Гальский / Пер. и обраб. А. П. Простосердова. — СПб.: Летний сад, 2008. 271 с — ISBN 978-5-89740-034-8